# 막말 4대 히토키리
히토키리(일본어: 人斬り)는 "사람 베는", 또는 "사람 베는 자"라는 뜻이다. 특히 막말 시대의 교토에서 암살 활동을 한 존왕양이지사 4명을 막말 4대 히토키리(幕末の四大人斬り)라고 한다. 히토키리들은 요인암살테러를 중심으로 활동했으며, 그 활동을 천주(天誅)라 칭했다. 천주는 천벌이라는 뜻이기도 하고, 천황을 대신해서 주살한다는 뜻이기도 하다. 이들의 테러활동은 당대 교토를 뒤흔들며 세간의 공포의 대상이 되었다.

## 4대 히토키리
다나카 신베(田中 新兵衛: 1832년-1863년 7월 11일)
사쓰마번 출신. 1862년 8월 15일 금태합이라고 불릴 만큼 권세를 휘두르던 시마다 마사타츠를 살해했다. 이것이 이후 연발하는 천주사건의 첫 사례였다. 그 밖에도 다수의 암살을 행하여 「사람 베는 신베에」(人斬り新兵衛)의 별명을 얻었다. 사쿠헤이문 밖의 변으로 아네가코우지 킨토모를 암살했다는 혐의로 포박되어 옥중에서 자살했다.
가와카미 겐사이(河上 彦斎: 1834년 12월 25일-1872년 1월 13일)
히고번 출신. 1864년 8월 12일 병학자 사쿠마 쇼잔을 암살하는 등의 활동으로 「사람 베는 겐사이」(人斬り彦斎)의 별명을 얻었다. 메이지 유신 이후 타카다 겐페이(高田 源兵衛)라고 이름을 고쳤다. 그 뒤 이경사건 개입 혐의와 히로사와 사네오미 암살 혐의로 포박되어 참수형에 처해졌다.
오카다 이조(岡田 以蔵: 1838년 2월 14일-1865년 7월 3일)
도사번 출신. 많은 좌막파에게 위해를 가했으며, 특히 요시다 토요 암살범을 탐색하기 위해 상경한 토사번사 이노우에 사이치로를 참살한 건 등으로 「사람 베는 이조」(人斬り以蔵)의 별명을 얻었다. 교토에서 포박되어 토사에서 고문을 받은 끝에 일련의 천주활동을 자백하고 참수형에 처해진 뒤 옥문에 효수되었다.
나카무라 한지로(中村 半次郎, 1838년 12월-1877년 9월 24일)
사쓰마번 출신. 일련의 천주행동으로 「사람 베는 한지로」(人斬り半次郎)의 별명을 얻었다. 1867년 9월 30일 병학자이며 자신의 스승이기도 한 아카마츠 코사부로를 암살했다. 메이지 유신 이후 키리노 토시아키(桐野 利秋)로 개명, 그 뒤 서남전쟁에 반군으로 참여하여 정부군과 교전 끝에 이마에 총탄을 맞고 전사했다.

## 그 밖의 히토키리
이하 두 명은 위의 4대 히토키리와 반대로 막신 또는 좌막파였다.
야마다 아사에몬(山田 浅右衛門)
에도 막부의 공의어양어용(公儀御様御用: 도검을 이용한 사형집행인). 「사람 베는 아사에몬」(人斬り浅右衛門)이라고도 불렸다. 야마다 아사에몬이라는 이름은 야마다가 당주에게 대대로 계승되었으며, 9대까지 존재한다. 7대 야마다 아사에몬 요시토시가 안세이 대옥 때 요시다 쇼인 등을 참수했다.
오이시 구와지로(大石 鍬次郎, 1838년-1870년 11월 3일)
신선조 대사(隊士). 토막세력을 추적단속하는 경찰활동 및 토막파에 대한 암살임무도 수행하여 「사람 베는 쿠와지로」(人斬り鍬次郎)의 별명을 얻었다.